# دهستان حشمت‌آباد
حشمت‌آباد، دهستانی است از توابع بخش مرکزی شهرستان دورود در استان لرستان ایران.

## جمعیت
براساس سرشماری سال ۱۳۸۵ جمعیت آن ۹٬۷۳۸ نفر (۲٬۲۹۱ خانوار) بوده‌است.